# Бездна (притока Волги)
Бездна (рос. Бездна, тат. Бизнә, трансліт. Biznä) — річка в Татарстані, Російська Федерація, лівобережна притока Волги, впадає в Куйбишевське водосховище поблизу Куральово, Спаського району. Довжина становить 45 км, сточище — 806 км². Максимальна мінералізація 300—500 мг/л. Максимальна витрата води 197 м³/с (1963). Середньорічний шар стоку 129 мм.